# Đa ái
Đa ái (Anh ngữ: Polyamory, xuất phát từ tiếng Hy Lạp πολύ poly, "Nhiều, một số", và Latin amor, " tình yêu ") là thực hành hoặc mong muốn, mối quan hệ gần gũi với nhiều hơn một đối tác, với sự đồng ý có hiểu biết của tất cả các đối tác liên quan. Nó đã được mô tả là "quan hệ không phải một vợ một chồng đồng thuận, đạo đức, và có trách nhiệm". Những người xác định là đa thê tin vào một mối quan hệ mở với sự quản lý ghen tuông có ý thức; họ bác bỏ quan điểm rằng độc quyền tình dục và độc quyền quan hệ là cần thiết cho các mối quan hệ yêu đương lâu dài và tận tâm.
Polyamory đã trở thành một thuật ngữ ô cho các hình thức khác nhau của mối quan hệ không một vợ một chồng, nhiều đối tác, hoặc các mối quan hệ tình dục hoặc lãng mạn không độc quyền. Cách sử dụng của nó phản ánh các lựa chọn và triết lý của các cá nhân liên quan, nhưng với các chủ đề hoặc giá trị định kỳ, như tình yêu, sự thân mật, trung thực, liêm chính, bình đẳng, giao tiếp và cam kết.